# 2693 Yan'an
2693 Yan'an è un asteroide della fascia principale. Scoperto nel 1977, presenta un'orbita caratterizzata da un semiasse maggiore pari a 2,2398057 au e da un'eccentricità di 0,1803045, inclinata di 7,29992° rispetto all'eclittica.
L'asteroide è dedicato all'omonima città cinese.